# Katsutomo Oshiba
Katsutomo Oshiba (大柴 克友 Oshiba Katsutomo?), född 10 maj 1973 i Yamanashi prefektur, är en japansk före detta fotbollsspelare.
Oshiba började sin karriär 1996 i Ventforet Kofu. 2000 flyttade han till JEF United Ichihara. Efter JEF United Ichihara spelade han för Vegalta Sendai. Han avslutade karriären 2006.